# Johan Niclas Pechlin
Johan Niclas Pechlin, född 20 december 1646 i Leiden, död 4 februari 1706 i Stockholm, var en tysk-svensk läkare. Han var farfar till Carl Fredrik Pechlin.
Johan Niclas Pechlin var son till den lutherske prästen Johannes Pechlinus. Han blev 1667 medicine doktor i Leiden och utnämndes 1673 efter en resa till Italien till professor i medicin i Kiel. 1680 blev han hertig Kristian Albrekt av Holstein-Gottorps livmedikus och senare dennes bibliotekarie och hovrättsassessor med titeln hovråd. 1698 följde han Fredrik IV av Holstein-Gottorp på en resa till Stockholm och begav sig 1701 på Hedvig Sofia av Sveriges begäran åter dit. Han vistades två år i Sverige, återvände sedan till Holstein men kallades 1704 tillbaka för att vara informator åt Karl Fredrik av Holstein-Gottorp. Han var då även ledamot av Collegium medicum. Pechlin hade stora kunskaper i såväl medicin som andra vetenskaper. Han utgav skrifter av bland annat medicinskt och teologiskt innehåll.